# Wagon towarowy Bertha
Wagon towarowy Bertha (ang. Boxcar Bertha) – film z 1972 roku w reżyserii Martina Scorsese będący luźną adaptacją powieści Sister of the Road Bena Reitmana.

## Obsada
- Barbara Hershey – 'Boxcar' Bertha Thompson
- David Carradine – 'Big' Bill Shelly
- Barry Primus – Rake Brown
- Bernie Casey – Von Morton
- John Carradine – H. Buckram Sartoris
- Martin Scorsese – klient burdelu

Aktorzy Barbara Hershey i David Carradine utrzymują, że sceny łóżkowe z ich udziałem były nieudawane.